# Parasynapta intermedia
Parasynapta intermedia är en tvåvingeart som beskrevs av Panelius 1965. Parasynapta intermedia ingår i släktet Parasynapta och familjen gallmyggor.
Artens utbredningsområde är Finland. Inga underarter finns listade i Catalogue of Life.